# リブロース一リン酸経路
リブロース一リン酸経路はI型メチル栄養細菌が炭素原子が1つの有機化合物を利用するために用いている生合成経路。リブロース一リン酸の英語の頭文字を用いてRMP経路、発見者のジョン・クエイルに因んでクエイル経路とも呼ばれる。有機物されホルムアルデヒドとなったのち、リブロース-5-リン酸がホルムアルデヒドと反応してヘキスロース-6-リン酸となる反応により始まる。II型メチル栄養細菌の用いるセリン経路と比較して必要なATPが少なくNADHを用いない点で有利である。
- 全体での収支
  - 3ホルムアルデヒド+アデノシン三リン酸→グリセルアルデヒド-3-リン酸+アデノシン二リン酸

- 1.　リブロース-5-リン酸 + ホルムアルデヒド → ヘキスロース-6-リン酸　(ヘキスロース-6-リン酸シンターゼ)
- 2.　ヘキスロース-6-リン酸 → フルクトース-6-リン酸　(ヘキスロースリン酸イソメラーゼ)
- 3.　フルクトース-6-リン酸 + ATP → フルクトース-1,6-ビスリン酸　(ホスホフルクトキナーゼ)
- 4.　フルクトース-1,6-ビスリン酸 → ジヒドロキシアセトンリン酸 + グリセルアルデヒド-3-リン酸  (フルクトースビスリン酸アルドラーゼ)
- 5.　ジヒドロキシアセトンリン酸 → グリセルアルデヒド-3-リン酸 (トリオースリン酸イソメラーゼ)
- 6.　グリセルアルデヒド-3-リン酸 + フルクトース-6-リン酸 → エリトース-4-リン酸 + キシルロース-5-リン酸　(トランスケトラーゼ)
- 7.　エリトロース-4-リン酸 + フルクトース-6-リン酸 → セドヘプツロース-7-リン酸 + グリセルアルデヒド-3-リン酸　(トランスアルドラーゼ)
- 8.　セドヘプツロース-7-リン酸 + グリセルアルデヒド-3-リン酸 → キシルロース-5-リン酸 + リボース-5-リン酸　(トランスケトラーゼ)
- 9.　リボース-5-リン酸 → リブロース-5-リン酸　(リボース-5-リン酸イソメラーゼ)
- 10.　キシルロース-5-リン酸 → リブロース-5-リン酸　(リブロース-5-リン酸-3-エピメラーゼ)